# Lucie Martínková
Lucie Martínková (* 19. září 1986 Kolín) je česká fotbalistka, hraje na pozici útočníka. Byla vyhlášena talentem roku 2004 a nejlepší fotbalistkou České republiky v letech 2012 a 2013. Hraje za tým AC Sparta Praha a za českou reprezentaci.
Od června 2017 je členkou výkonného výboru Hráčské fotbalové unie, kde měla na starosti oblast ženského fotbalu. Ve výkonném výboru setrvala do června 2021.